# Institut des Études de la Défense
L'Institut des Études de la Défense (防衛研究所, Boei Kenkyū-sho), aussi connu sous l'appellation National Institute for Defense Studies (ou NIDS), est une structure de recherche japonaise dépendant du ministère de la Défense du Japon. Fondée en 1952, elle est située dans l'arrondissement de Shinjuku à Tokyo.